# Żytykara
Żytykara (kaz. Жітіқара) – miasto w Kazachstanie, w obwodzie kustanajskim; 44 tys. mieszkańców (2006)